# Effie Hegermann-Lindencrone
Effie Frederikke Nicoline Octavia Hegermann-Lindencrone (født 27. august 1860 i Hillerød, død 17. december 1945 på Frederiksberg) var en dansk porcelænsmaler.
Effie Hegermann-Lindencrone var elev på Tegneskolen for Kvinder, hvor hun mødte Fanny Garde. De begyndte at arbejde med keramik hos Eifrig i Valby, hvor Thorvald Bindesbøll og brødrene Joakim og Niels Skovgaard arbejdede. I 1886 kom de til Bing & Grøndahl for at udføre underglasur-dekorationerne på Pietro Krohns Hejrestel. De blev på fabrikken og arbejdede der resten af livet, de delte atelier der, og i de senere år delte de også bolig. De kom under indflydelse af J.F. Willumsen der var knyttet til fabrikken 1897-1900. De udførte keramiske arbejder med plantemotiver som unikaer.
I begyndelsen af århundredet benyttede Hegermann-Lindencrone blomster og insekter som motiver. Senere blev hun især optaget af vandplanter og tang, fisk, krabber og muslinger.
Omkring 1917 begyndte hun at arbejde med en friere, rent skulpturel form, især med tang og lignende som motiv, og udførte til Verdensudstillingen i Paris 1925 en samling frit modellerede porcelænsskulpturer, som vakte almindelig opmærksomhed og blev købt til adskillige udenlandske kunstindustrimuseer.
| - Eksempler på Hegermann-Lindencrones arbejder - Vase med sommerfugle, 1896 (Med August F. Hallin for Bing & Grøndahl) - Vase med firben, ca. 1902 - Vase med blomster og bregneblade, 1907 - Vase, 1910'erne (Hallwylska museet (sv) - Porcelænsskål, 1917 |

## Hæder
- 1907, Hirschsprungs Legat
- 1925, Diplôme d'honneur, Paris[2]